# Monastero Mar Elias
(1Re 19,3)
Il monastero greco-ortodosso di Mar Elias (in ebraico מר אליאס, Mar viene dalla lingua siriaca e significa Santo) è situato a sud di Gerusalemme al limitare del deserto della Giudea. Fu edificato nel VI secolo nel luogo in cui, secondo il Primo libro dei Re, si rifugiò il profeta Elia in fuga (1Re 19,1-8). Mar Elias è uno dei più antichi monasteri cristiani tuttora attivi sin dalla fondazione.

## Descrizione
Durante la persecuzione della regina Gezabele, Elia si mise in salvo a sud di Gerusalemme. Qui i cristiani edificarono il monastero.
Colpito da un terremoto devastante, il convento fu ricostruito nel 1160 per volere dell'imperatore bizantino Manuele Comneno.
Nel 1948, durante la guerra arabo-israeliana del 1948, Mar Elias fu la base della Legione araba nella battaglia per il kibbutz Ramat Rachel. Oggi il monastero si trova al confine pre-1967 (Linea Verde), sulla strada statale 60, che collega Gerusalemme ed Hebron.
In occasione della festa di sant'Elia, i fedeli celebrano tutti gli anni la ricorrenza con una processione al monastero.

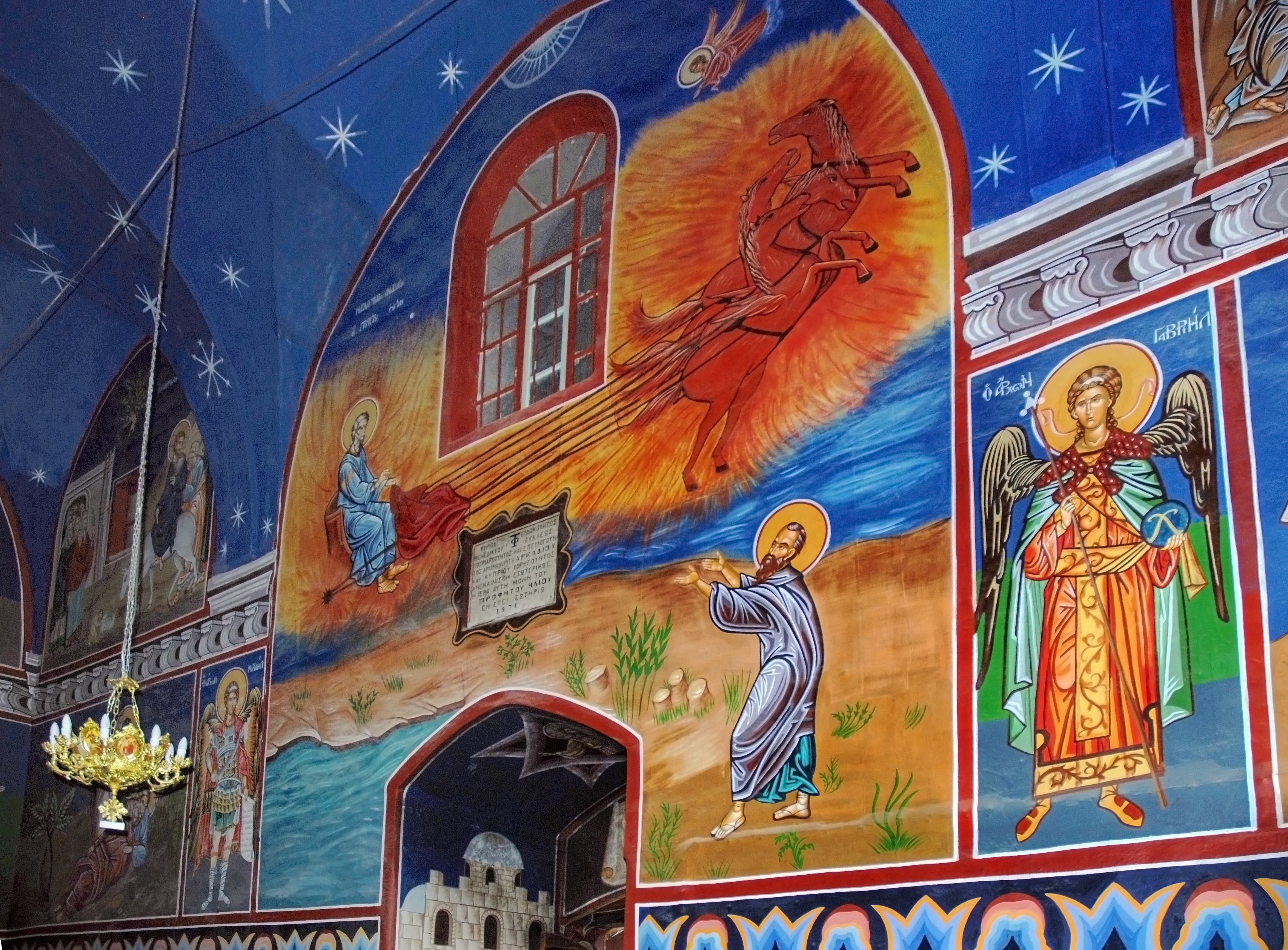
L'assunzione in cielo di Elia accompagnato da un carro di fuoco.
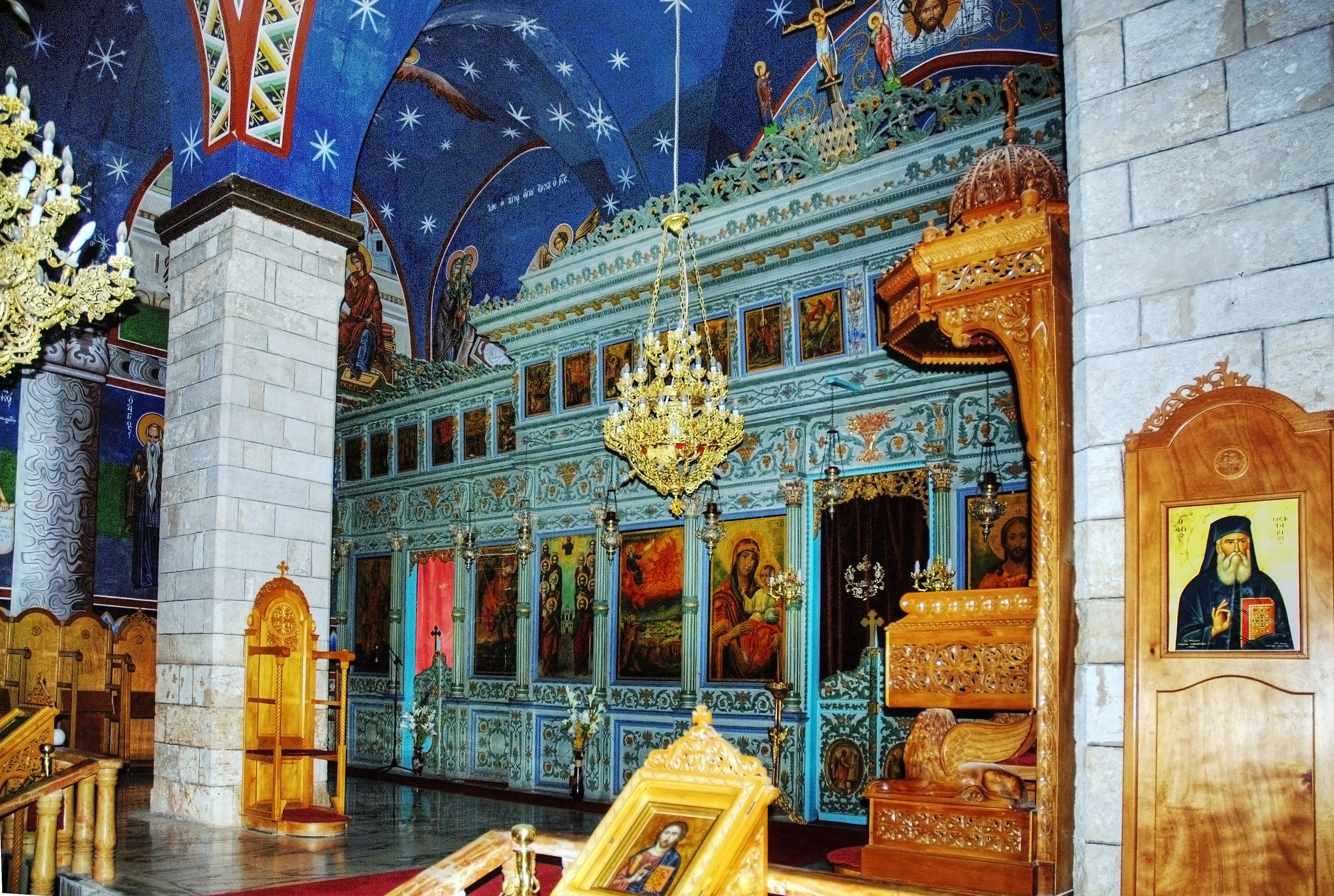
L'iconostasi.
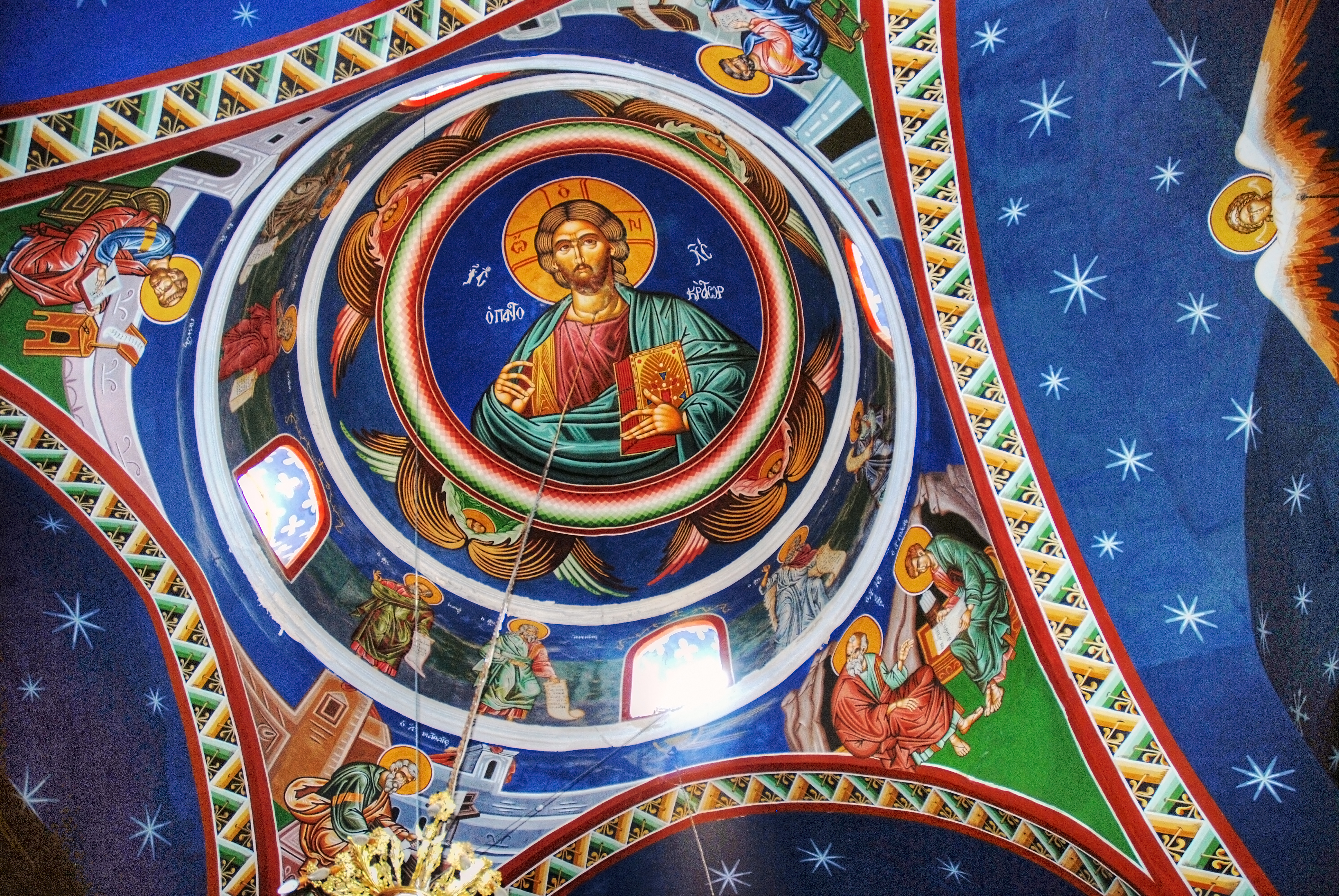
Gli affreschi della Cupola: Cristo Pantocratore.
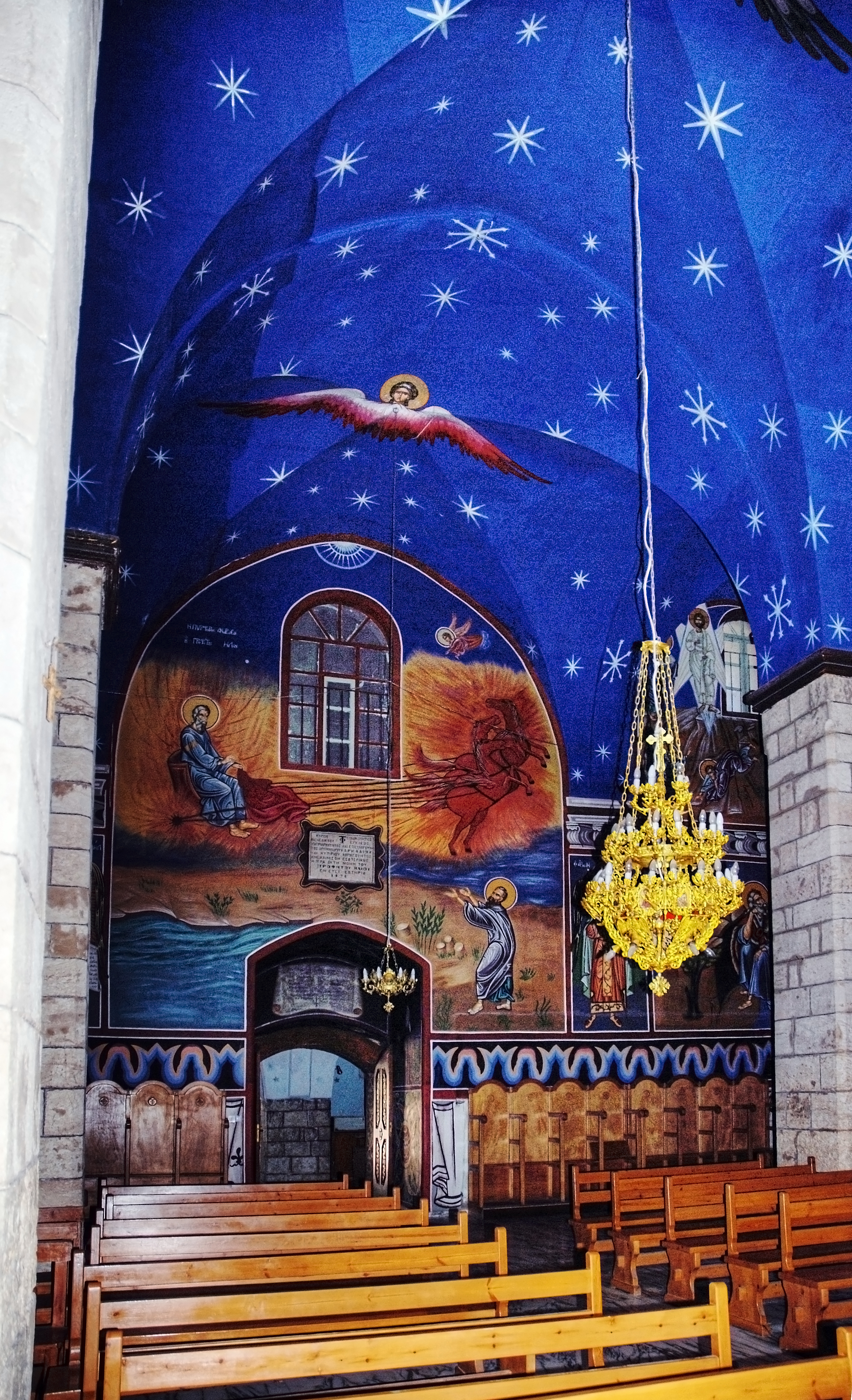
Gli affreschi della parete occidentale.